# Paul Pierce
Paul Anthony Pierce (Oakland, California, 13 de octubre de 1977) es un exjugador de baloncesto estadounidense que disputó 19 temporadas en la NBA. Con 2,01 metros de estatura jugaba en la posición de alero.
Fue elegido en el número 10 del Draft de la NBA de 1998 por Boston Celtics. Ha sido 10 veces All Star y su mayor éxito fue el anillo de campeón que logró en 2008 frente a Los Angeles Lakers, siendo nombrado MVP de la Final. Previamente, en 2002, había alcanzado las Finales de Conferencia de la NBA.
Se retiró jugando para Los Angeles Clippers, tras perder la primera ronda de los Playoffs de 2017, frente a Utah Jazz. Sin embargo, en julio de 2017, firmó un contrato por un solo día para poder retirarse con Boston Celtics. Durante la temporada regular en el último encuentro con los Boston Celtics, fue homenajeado y ovacionado por los Celtics, equipo donde jugó la mayor parte de su carrera y vivió su época de gloria.
Es apodado The Truth, apodo impuesto por Shaquille O'Neal. Su camiseta con el número 34 fue retirada por los Celtics el 11 de febrero de 2018 tras el partido que disputaron contra los Cleveland Cavaliers.
Pierce fue panelista invitado en la cadena de televisión ESPN para las finales de la NBA de 2016 y 2017. Luego participó regularmente en programas de estudio desde agosto de 2017 hasta abril de 2021.
El 16 de mayo de 2021 es seleccionado para el Hall Of Fame de 2021.

## Carrera

### Universidad
Pierce nació en Oakland y creció en Inglewood, California. Desde pequeño se interesó por el baloncesto; era seguidor de los Lakers.
Fue una estrella en el Inglewood High School, donde pasó 4 años y participó en el concurso de mates ESPN Field All-American junto con Vince Carter en 1995. Tras esto, inició su etapa universitaria en la Universidad de Kansas, donde pasó 3 temporadas. Debutó en la temporada 1995-96 en la que promedió 11,9 puntos y 5,3 rebotes, aquel año llegaron a la final regional donde cayeron ante Syracuse 60-57, quedándose a un paso de la Final Four.
Un año después estuvieron a punto de repetir puesto pero se quedaron en la Sweet Sixteen (semifinales regionales) tras perder frente a Arizona. Era el año sophomore de Pierce y firmó 16.3 puntos, 6.8 rebotes y 2.1 asistencias en 28.1 minutos de media.
En su última campaña con los Jayhawks, la 1997-98 promedió 20,4 puntos, 6,7 rebotes y 2,6 asistencias en 30,4 minutos. Pese a ello, esta vez solo pudieron avanzar hasta la 2.ª ronda del torneo NCAA, donde fueron derrotados por Rhode Island. Anotó su máximo con 34 frente a Vanderbilt. Fue incluido en el Mejor Quinteto All-America, y tanto en 1997 como en 1998 fue MVP del Torneo de la Big 12 Conference. Promedió en su periplo universitario 16.4 puntos y 6.3 rebotes por partido.

### NBA

#### Boston (1998-2013)

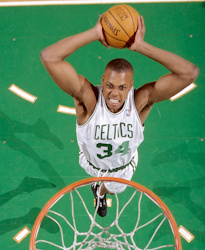
Pierce realiza un mate en un partido del año 2000.

Paul Pierce fue elegido por Boston Celtics en el puesto 10 de 1.ª ronda del draft de la NBA de 1998. Debutó contra Toronto Raptors firmando 19 puntos, 9 rebotes, 5 robos y 4 tapones. Aquella 1998-99 fue la campaña del lockout y acabó con unos esperanzadores promedios de 16,5 puntos, 6,4 rebotes y 2,6 asistencias. Fue nombrado rookie del mes de febrero tras promediar 20,4 puntos, 7,1 rebotes, 2,4 asistencias y 2,73 robos, líder de la NBA en este apartado estadístico. Obviamente fue incluido en el Mejor quinteto de rookies de la NBA. Además, lideró a los Celtics en triples anotados (84, 10.º en la liga), intentados (204), en porcentajes de triples (41.2, 10.º también la liga) y en robos (1,71). Cuajó su mejor partido en puntos el 29 de abril de 1999 ante Miami Heat con 31, pero tal vez su partido más completo como novato fue ante Indiana Pacers el 19 de abril con 30 puntos, 12 rebotes (a 1 rebote de su récord esa temporada) y 6 asistencias (su mejor registro como novato). Los Celtics, de la mano de Rick Pitino, acabaron con un balance de 19-31.
En la temporada 1999-00 mejoró sensiblemente sus números con 19,5 puntos, 5,4 rebotes y 3 asistencias. En septiembre del año 2000 cuando Pierce salía de un local nocturno, le dieron 11 puñaladas en la cara cuello y espalda. Pierce no se perdió ningún partido de la temporada 2000-01 ya que a los 10 días del incidente Pierce ya estaba jugando. El equipo se volvió a quedar fuera de los Playoffs pero la pareja que formaba con Antoine Walker empezaba a coger forma. Superó su récord en puntos con 38 ante Detroit Pistons el 13 de marzo de 2000. Participó en el Rookie Challenge con el equipo sophomore.
Un año después en la 2000-01 se consagró como un jugador de élite, uno de los grandes de la liga tras promediar la friolera de 25,3 puntos, 6,4 rebotes y 3,1 asistencias. Los Celtics se quedaron de nuevo a las puertas de playoffs, pero el equipo experimentó un cambio positivo con la llegada de Jim O'Brien que sustituyó a Pitino. Fue nombrado jugador del mes de marzo en 2001 tras promediar 30,3 puntos, 7,2 rebotes, 3,4 asistencias y 1,6 robos. En la semana del 19 de marzo también fue elegido jugador de la semana. Anotó su tope en puntos con 44 ante los New Jersey Nets el 22 de marzo de 2001. Pero su partido más popular fue en el que Pierce se ganó el apodo de "The Truth", sobrenombre que debe a Shaquille O'Neal, después de que el escolta céltico firmara 42 puntos frente a Los Angeles Lakers el 13 de marzo de 2001.
Aquella temporada fue el único jugador de la plantilla en disputar los 82 partidos y se convirtió en el primer celtic desde Larry Bird en la 1987-88 en alcanzar la cifra de los 2.000 puntos. También logró el récord de tiros libres intentados en una sola campaña con 738, mientras que acabó 3.º en la clasificación histórica de tiros libres anotados en una temporada (550) tras Cedric Maxwell (574) en la 1978-79 y John Havlicek (554) en la 1970-71. Acabó el año 8.º en puntos por partido, 4.º en puntos totales y 2.º en tiros libres anotados e intentados. Firmó 12 dobles-dobles y lideró al equipo en anotación 43 veces, en rebotes 19 y en asistencias 13. Superó la barrera de los 40 puntos en 8 ocasiones y la de los 30 en 23.
Durante el verano de 2001 firmó un contrato de renovación multianual con Boston de 84 millones de dólares por seis temporadas, pero no entraría en vigor hasta la siguiente temporada. En aquella temporada 2001-02 Pierce logró clasificar a Boston a las Finales de Conferencia Este, donde fueron derrotados 4-2 por New Jersey Nets. Previamente eliminaron a Philadelphia 76ers y Detroit Pistons. Frente a los Sixers promedió 30.2 puntos, 8.6 rebotes y 4.2 asistencias, anotando 46 en el decisivo 5.º partido. Frente a los Pistons capturó 17 rebotes en el 4.º partido de la serie, y en las finales de conferencia fue decisivo en la mayor remontada en el último cuarto de la historia de playoffs. Esta remontada ocurrió en el tercer partido ante los Nets en el que anotó 21 de sus 28 puntos en la 2.ª parte, con 19 en el último cuarto.
Pierce firmó su mejor temporada, promedió 26,1 puntos, 6,9 rebotes y 3,2 asistencias en los 82 partidos que jugó, llegando hasta las finales de conferencia y disputando su primer All-Star Game en Filadelfia, donde anotó 19 puntos y capturó 7 rebotes en 23 minutos. Desde 2002 hasta 2006 estaría presente en todos los All-Star. Tanto en diciembre como en abril compartió con Antoine Walker el galardón de jugador del mes. El equipo acabó, además, con el mejor récord en liga regular (49-33) desde la 1991-92
Con 2.144 puntos se convirtió en el primer jugador de Boston Celtics en liderar la clasificación de puntos totales en una temporada. Ante Seattle SuperSonics igualó su récord de 8 triples, y frente a Cleveland Cavaliers instauró uno nuevo de 5 tapones.
Debutó con la selección de su país en el mundial de Indianápolis en 2002, donde solo pudieron ser 6.º ante su público.
La 2002-03 parecía la temporada ideal para dar el salto a las finales, pero se toparon en semifinales de conferencia ante unos New Jersey Nets que dominaban la conferencia en aquella temporada encabezados por Jason Kidd. Cayeron 4-0 y nunca dieron sensación de mostrar oposición. Pierce se volvió a marcar una temporada mayúscula con 25.9 puntos, 7.3 rebotes y 4.4 asistencias. Tanto en esta, como en la anterior campaña, fue incluido en el tercer mejor quinteto de la NBA.
Para la temporada 2003-04 la pareja Pierce & Walker ya se había deshecho por la marcha de este a Dallas Mavericks. El balance de 36-46 en liga regular sirvió para alcanzar los playoffs, donde cayeron ante Indiana Pacers por 4-0. Pierce se marcó una gran temporada pero estuvo más generoso, como dicen sus 5.1 asistencias de media, el máximo de promedio en una temporada, además de sus 23 puntos y 6.5 rebotes.
En la 2004-05 volvía a disputar todos los partidos de liga regular, algo que no sucedía desde la 2001-02. Indiana Pacers volvió a cruzarse en su camino, para eliminarles de nuevo no sin sufrimiento por 4-3. De la mano de Doc Rivers, que se estrenaba en el banquillo de Boston, firmaron una muy buena temporada regular con 45 victorias. Sin embargo, Pierce firmó la peor temporada en puntos desde su año sophomore, pese a cuajar una gran temporada con 21,6 puntos, 6,6 rebotes y 4,2 asistencias de media. En la 2005-06 Boston se quedaría sin playoffs después de 4 años consecutivos. Pierce cuajó, estadísticamente, su mejor campaña en lo que a puntos se refiere con 26,8 por partido, volviendo a superar la barrera de los 2.000 puntos. Además añadió 6,7 rebotes y 4,7 asistencias. El 15 de febrero de 2006 anotó su tope en puntos con 50 ante Cleveland Cavaliers.
Por primera vez en su carrera, Pierce iba a sufrir una lesión importante que le obligara a perderse 35 partidos, cuando lo más que se había perdido fueron 9 partidos en la 1999-00. Con esa temporada también hubo otra coincidencia, desde aquella campaña Pierce no jugaba un partido sin salir de titular. Promedió 25,8 puntos, 5,9 rebotes y 4,1 asistencias. El 1 de noviembre de 2006 firmó 19 rebotes ante NOK Hornets.
2008, el primer anillo

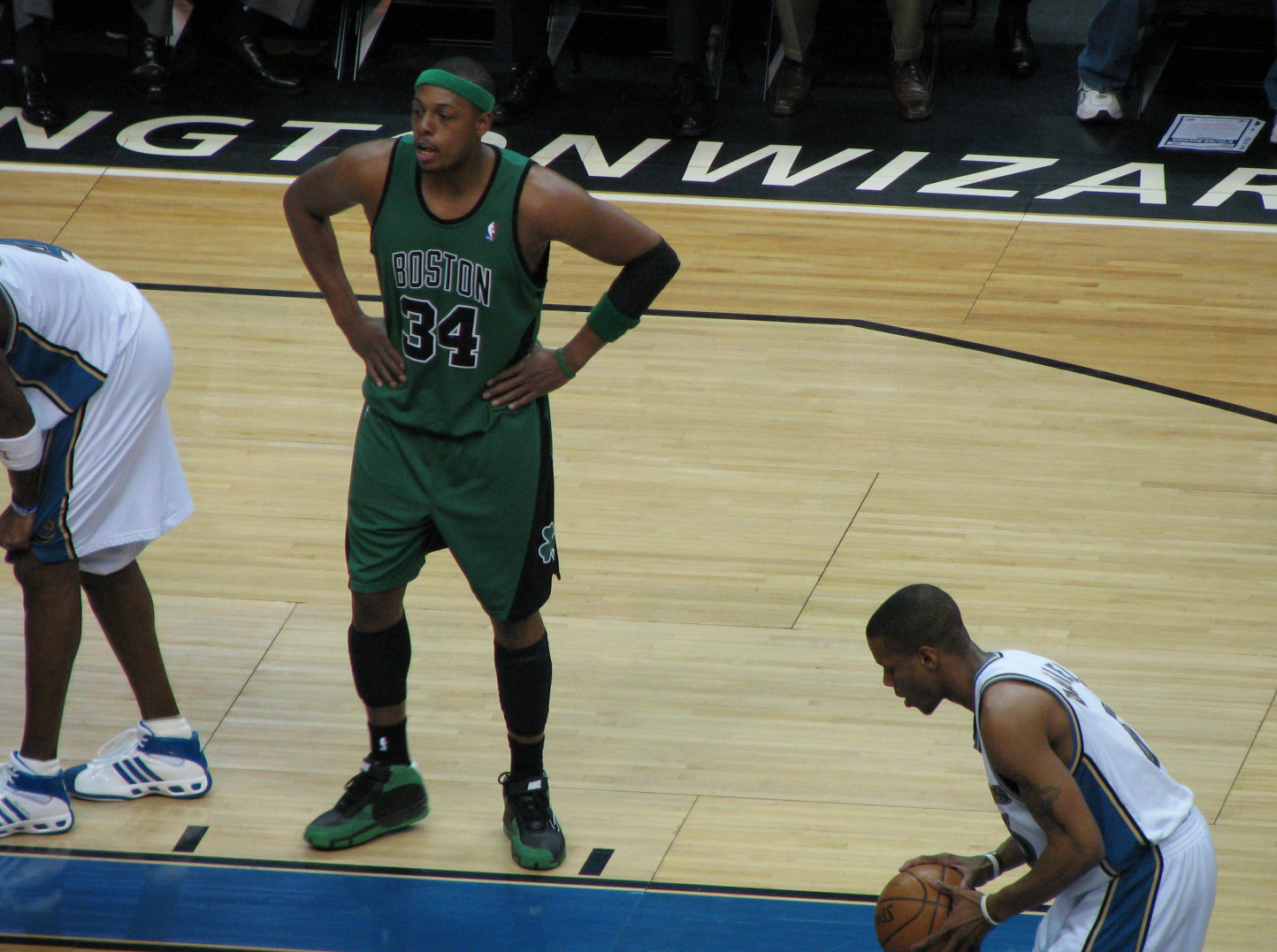
Pierce en un partido ante Washington Wizards en 2008.

En verano de 2006, firma un nuevo contrato con la franquicia por 59 millones de dólares por tres temporadas que no entraría en vigor hasta la temporada 2008.
En la temporada 2007-08, Pierce en Boston ha formado parte del mejor equipo de la NBA, siendo el líder en puntos(19.6) delante de jugadores de la talla de Kevin Garnett o Ray Allen. En esa misma temporada, ganaría el anillo de la NBA con su equipo, los Boston Celtics, derrotando en la final por 4-2 a Los Angeles Lakers, y siendo elegido como el MVP de la final.
En 2010 renuncia a su último año de contrato y renueva con los Celtics con un contrato de 61 millones por 4 temporados
Durante sus 13 años de carrera en la NBA, Pierce ha promediado 22,1 puntos, 6,0 rebotes, 3,9 asistencias y 1,5 robos. En los 10 All-Star disputados promedia 10,2 puntos, 3 rebotes y 2,4 asistencias en 16,6 minutos de juego. Para muchos está considerado como uno de los tres mejores aleros de la liga y de los cinco jugadores más completos de la NBA.
El 4 de noviembre de 2010 en un partido ante los Milwaukee Bucks Pierce anotó 28 puntos y superó los 20.000 puntos en su carrera siendo el jugador n.º 36 en la historia de la NBA en conseguirlo y situándose tercero en la clasificación histórica de máximos anotadores de Boston. Por derecho propio, toda una leyenda en Boston Celtics. Solo ocho jugadores activos han logrado superar tal barrera de puntos: Ray Allen, Kevin Garnett, Tim Duncan, Kobe Bryant, LeBron James, Vince Carter y Dirk Nowitzki. El 7 de febrero de 2012, en un partido contra los Charlotte Bobcats, Pierce anotó 15 puntos y se colocó como el segundo máximo anotador en toda la historia de Boston Celtics, solo por detrás del gran John Havlicek, y superando a otra leyenda como Larry Bird.

#### Brooklyn Nets (2013-2014)

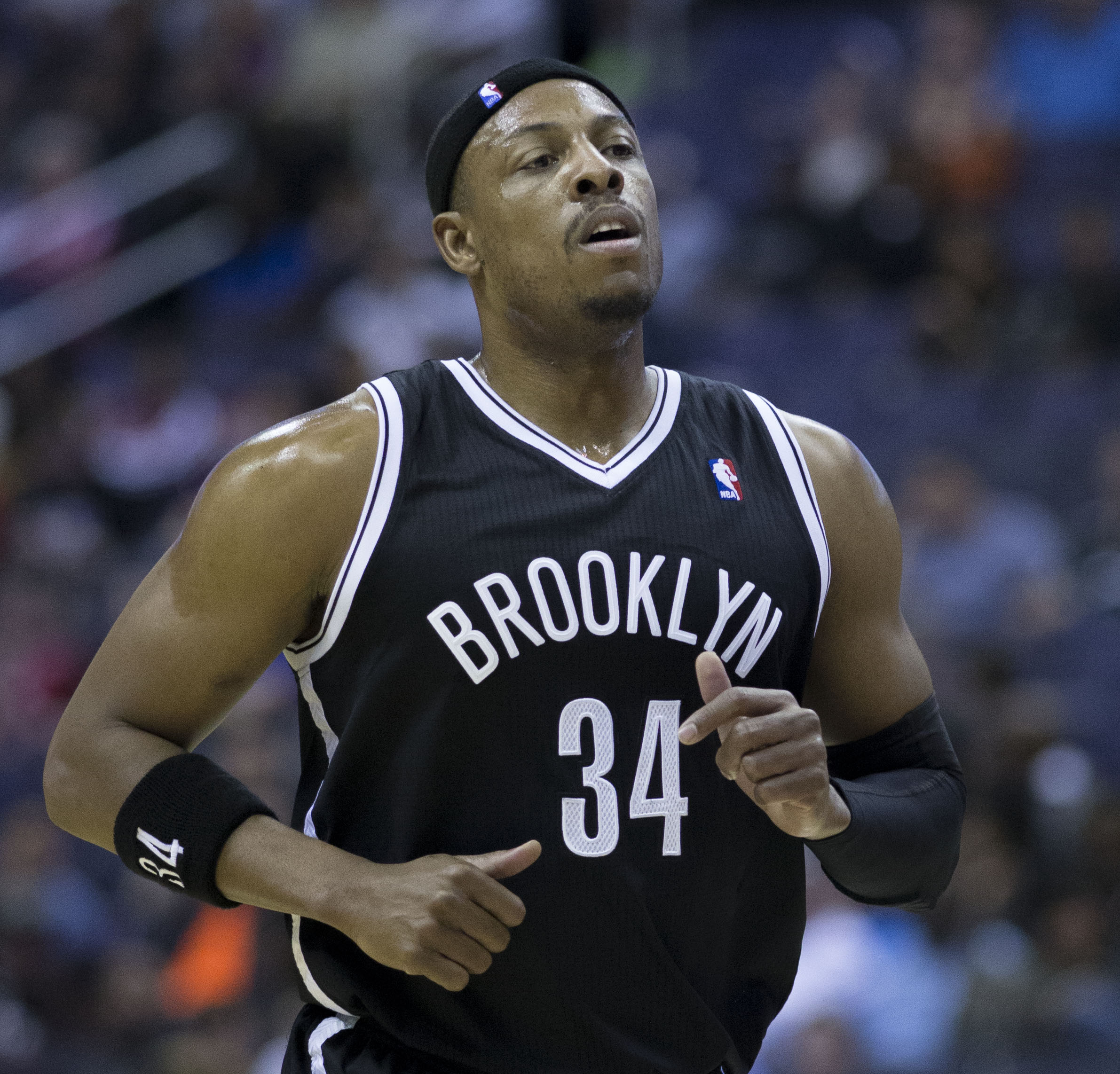
Pierce con Brooklyn Nets en 2014.

El 28 de junio de 2013, el día del Draft de la NBA, los Boston Celtics y los Brooklyn Nets alcanzaron un acuerdo para traspasar a Pierce, Kevin Garnett y Jason Terry a cambio de cuatro futuras rondas de los drafts de 2014, 2016 y 2018, además de Kris Humphries, Gerald Wallace, Kris Joseph, MarShon Brooks y Keith Bogans. Ese año Pierce disputó 78 partidos de temporada regular, promediando más de 13 puntos por partido y los Nets con Garnett, Joe Johnson y Deron Williams se clasficaron para PlayOffs. Pasaron la primera ronda frente a Toronto (4-3), pero cayeron ante Miami de LeBron, Bosh y Wade (4-1) en semifinales de conferencia. En los 12 partidos de PlayOffs, Paul fue titular y promedió algo más de 13 puntos por partido.

#### Washington Wizards (2014-2015)

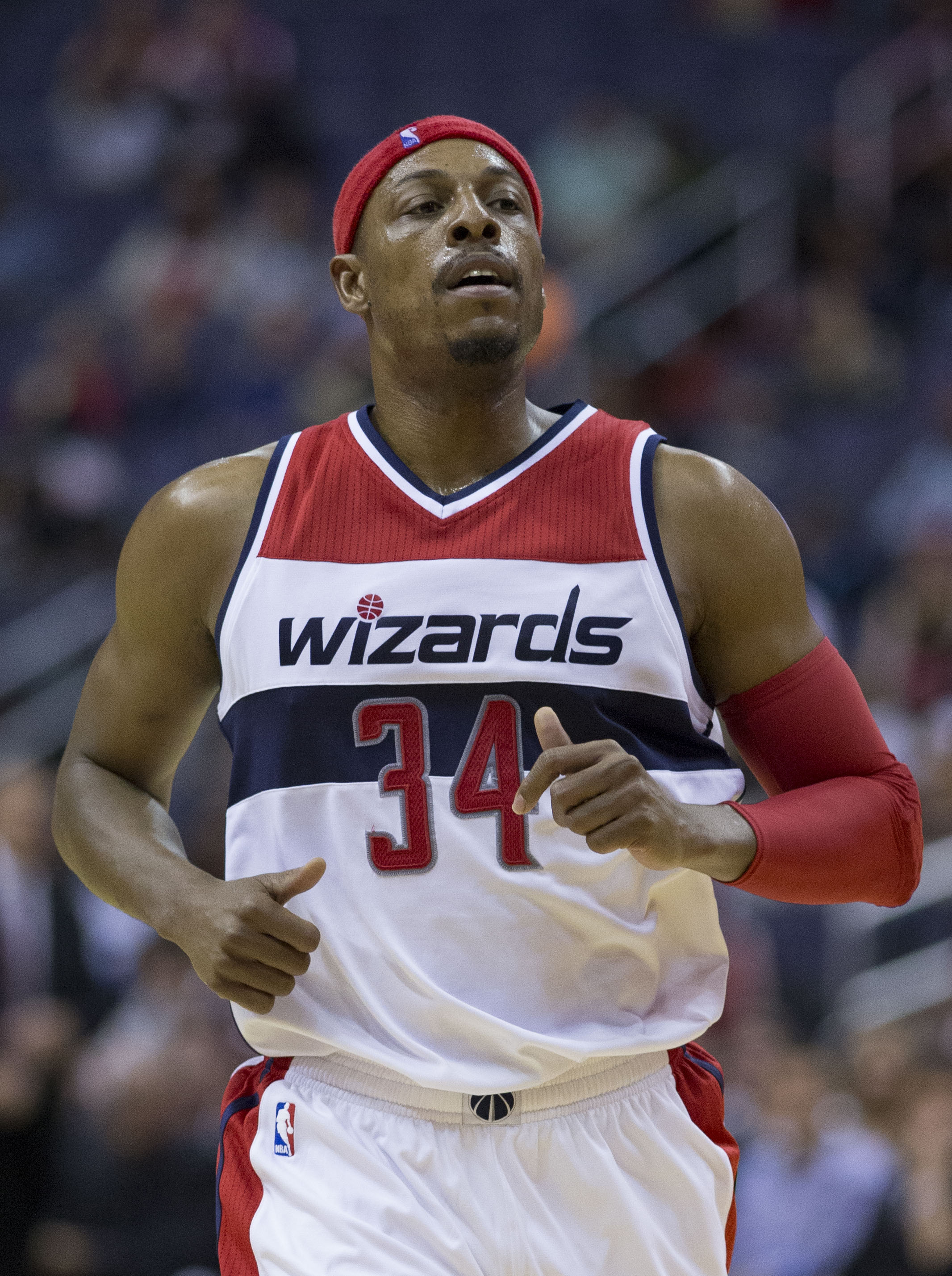
Paul durante su etapa con los Wizards en 2014.

El 17 de julio de 2014, firma por dos temporadas y $11 millones con Washington Wizards.
Esa temporada disputó 73 encuentros, todos ellos como titular, con una media de 26 minutos por encuentro y promediando 11 puntos por partido, la más baja de toda su carrera hasta la fecha. Ese año también disputó PlayOffs, donde los Wizards de Wall y Beal arrasaron a Toronto en primera ronda (4-0), pero cayeron ante Atlanta en semifinales de conferencia (4-2). Paul disputó los 10 encuentros, todos ellos de titular promediando más de 14 puntos por partido.

#### Los Angeles Clippers (2015-2017)
El primer día del mes de julio de 2015 se confirma la contratación de Pierce a Los Angeles Clippers por 3 años y una suma de 10 millones de dólares. Debutó el 28 de octubre con victoria frente a Sacramento con 12 puntos y 7 rebotes saliendo desde el banquillo. Esa temporada disputó 68 partidos (38 de ellos como titular) y se clasificaron para PlayOffs. Donde cayeron en primera ronda contra Portland (4-2), donde Paul disputó 5 encuentros (1 como titular).
La temporada siguiente anunció que sería la última de su carrera, y en la que solo disputó 25 encuentros. A pesar de ello el 10 de abril de 2017, ante Houston Rockets, se colocó decimoquinto anotador en la historia de la NBA con  26.397 puntos. El 28 de junio es cortado por los Clippers.

#### Retirada como Celtic
En julio de 2017, y tras manifestar su deseo de retirarse como jugador de los Boston Celtics, éstos le firmaron un contrato simbólico de un día para que pudiera anunciar su retirada perteneciendo a la franquicia en la que jugó durante 15 de sus 19 temporadas en la NBA.

### Selección nacional
Con la sección júnior de Estados Unidos, participó en el Campeonato FIBA Américas Sub-20 de 1996, donde se llevó la medalla de oro.
Pierce fue integrante del combinado absoluto estadounidense que participó en el Mundial de 2002 y que terminó en sexta posición.

## Estadísticas de su carrera en la NBA
|  | Denota temporada en la que ganó un Campeonato de la NBA |

### Temporada regular
| Año      | Equipo        | PJ    | PT    | MPP  | %TC  | %3P  | %TL  | RPP | APP | ROB | TPP | PPP  |
| -------- | ------------- | ----- | ----- | ---- | ---- | ---- | ---- | --- | --- | --- | --- | ---- |
| 1998-99  | Boston        | 48    | 47    | 34.0 | .439 | .412 | .713 | 6.4 | 2.4 | 1.7 | 1.0 | 16.5 |
| 1999-00  | Boston        | 73    | 72    | 35.4 | .442 | .343 | .798 | 5.4 | 3.0 | 2.1 | .9  | 19.5 |
| 2000-01  | Boston        | 82    | 82    | 38.0 | .454 | .383 | .745 | 6.4 | 3.1 | 1.7 | .8  | 25.3 |
| 2001-02  | Boston        | 82    | 82    | 40.3 | .442 | .404 | .809 | 6.9 | 3.2 | 1.9 | 1.0 | 26.1 |
| 2002-03  | Boston        | 79    | 79    | 39.2 | .416 | .302 | .802 | 7.3 | 4.4 | 1.8 | .8  | 25.9 |
| 2003-04  | Boston        | 80    | 80    | 38.7 | .402 | .299 | .819 | 6.5 | 5.1 | 1.6 | .6  | 23.0 |
| 2004-05  | Boston        | 82    | 82    | 36.1 | .455 | .370 | .822 | 6.6 | 4.2 | 1.6 | .5  | 21.6 |
| 2005-06  | Boston        | 79    | 79    | 39.0 | .471 | .354 | .772 | 6.7 | 4.7 | 1.4 | .4  | 26.8 |
| 2006-07  | Boston        | 47    | 46    | 37.0 | .439 | .389 | .796 | 5.9 | 4.1 | 1.0 | .3  | 25.0 |
| 2007-08  | Boston        | 80    | 80    | 35.9 | .464 | .392 | .843 | 5.1 | 4.5 | 1.3 | .5  | 19.6 |
| 2008-09  | Boston        | 81    | 81    | 37.5 | .457 | .391 | .830 | 5.6 | 3.6 | 1.0 | .3  | 20.5 |
| 2009-10  | Boston        | 71    | 71    | 34.0 | .472 | .414 | .852 | 4.4 | 3.1 | 1.2 | .4  | 18.3 |
| 2010-11  | Boston        | 80    | 80    | 34.7 | .497 | .374 | .860 | 5.4 | 3.3 | 1.0 | .6  | 18.9 |
| 2011-12  | Boston        | 61    | 61    | 34.0 | .443 | .366 | .852 | 5.2 | 4.5 | 1.2 | .4  | 19.4 |
| 2012-13  | Boston        | 77    | 77    | 33.4 | .436 | .380 | .787 | 6.3 | 4.8 | 1.1 | .4  | 18.6 |
| 2013-14  | Brooklyn      | 75    | 68    | 28.0 | .451 | .373 | .826 | 4.6 | 2.4 | 1.1 | .4  | 13.5 |
| 2014-15  | Washington    | 73    | 73    | 26.2 | .447 | .389 | .781 | 4.0 | 2.0 | .6  | .3  | 11.9 |
| 2015-16  | L.A. Clippers | 68    | 38    | 18.1 | .363 | .310 | .818 | 2.7 | 1.0 | .5  | .3  | 6.1  |
| 2016-17  | L.A. Clippers | 25    | 7     | 11.1 | .400 | .349 | .769 | 1.9 | .4  | .2  | .2  | 3.2  |
| Total    | Total         | 1,343 | 1,285 | 34.2 | .445 | .368 | .806 | 5.6 | 3.5 | 1.3 | .6  | 19.7 |
| All-Star | All-Star      | 10    | 0     | 13.6 | .456 | .188 | .727 | 2.6 | 1.8 | 1.2 | .1  | 9.6  |

### Playoffs
| Año   | Equipo        | PJ  | PT  | MPP  | %TC  | %3P  | %TL  | RPP | APP | ROB | TPP | PPP  |
| ----- | ------------- | --- | --- | ---- | ---- | ---- | ---- | --- | --- | --- | --- | ---- |
| 2002  | Boston        | 16  | 16  | 42.0 | .403 | .288 | .764 | 8.6 | 4.1 | 1.7 | 1.2 | 24.6 |
| 2003  | Boston        | 10  | 10  | 44.5 | .399 | .356 | .863 | 9.0 | 6.7 | 2.1 | .8  | 27.1 |
| 2004  | Boston        | 4   | 4   | 40.5 | .342 | .294 | .839 | 8.8 | 2.5 | 1.2 | 1.0 | 20.8 |
| 2005  | Boston        | 7   | 7   | 39.6 | .505 | .259 | .868 | 7.7 | 4.6 | 1.9 | 1.4 | 22.9 |
| 2008  | Boston        | 26  | 26  | 38.1 | .441 | .361 | .802 | 5.0 | 4.6 | 1.1 | .3  | 19.7 |
| 2009  | Boston        | 14  | 14  | 39.7 | .430 | .333 | .842 | 5.8 | 3.1 | 1.1 | .4  | 21.0 |
| 2010  | Boston        | 24  | 24  | 38.8 | .438 | .392 | .824 | 6.0 | 3.4 | 1.0 | .6  | 18.8 |
| 2011  | Boston        | 9   | 9   | 38.1 | .459 | .447 | .882 | 5.0 | 2.8 | 1.3 | .4  | 20.8 |
| 2012  | Boston        | 20  | 20  | 38.9 | .386 | .310 | .894 | 6.0 | 3.1 | 1.5 | .9  | 18.9 |
| 2013  | Boston        | 6   | 6   | 42.5 | .368 | .268 | .897 | 5.7 | 5.3 | .8  | .5  | 19.2 |
| 2014  | Brooklyn      | 12  | 12  | 30.7 | .465 | .358 | .781 | 4.5 | 2.0 | 1.2 | .3  | 13.7 |
| 2015  | Washington    | 10  | 10  | 29.8 | .485 | .524 | .850 | 4.2 | .9  | .6  | .7  | 14.6 |
| 2016  | L.A. Clippers | 5   | 1   | 10.8 | .167 | .200 | .850 | 1.2 | .2  | .4  | .0  | 1.2  |
| Total | Total         | 163 | 159 | 37.6 | .423 | .355 | .830 | 6.0 | 3.5 | 1.2 | .6  | 19.4 |

## Logros y reconocimientos
Universidad
- MVP Torneo de la Big 12 (1997, 1998)
- 1.er equipo All-American (1998)

NBA
- Campeón de la NBA (2008)
- Mejor quinteto de rookies de la NBA (1999)
- MVP de las Finales de la NBA (2008)
- Rookie del mes de febrero (1999)
- Segundo mejor quinteto de la NBA (2009
- Tercer mejor quinteto de la NBA (2002, 2003,(2008)
- 10 veces All-Star de la NBA (2002, 2003, 2004, 2005, 2006, 2008, 2009, 2010, 2011, 2012)
  - Campeón Concurso de Triples de la NBA (2010)
- Elegido en el Equipo del 75 aniversario de la NBA (2021)

### Partidos ganados sobre la bocina
|      | con Boston Celtics           |
|      | con Washington Wizards       |
| (PO) | Denota un partido de PlayOff |

| Número | Tiro               | Margen | Resultado | Oponente               | Fecha                   |
| ------ | ------------------ | ------ | --------- | ---------------------- | ----------------------- |
| 1      | Tiro en suspensión | Empate | 102-104   | Denver Nuggets         | 10 de diciembre de 2000 |
| 2      | Tiro en suspensión | -1     | 84-83     | Miami Heat             | 27 de noviembre de 2001 |
| 3      | Tiro en suspensión | Empate | 88-90     | Portland Trail Blazers | 10 de noviembre de 2004 |
| 4      | Tiro en suspensión | -1     | 116-115   | Washington Wizards     | 7 de marzo de 2006      |
| 5      | Tiro en suspensión | Empate | 92-90     | New Jersey Nets        | 9 de diciembre de 2006  |
| 6 (PO) | Tiro en suspensión | Empate | 100-98    | Miami Heat             | 23 de abril de 2010     |
| 7 (PO) | Tiro en suspensión | Empate | 101-103   | Atlanta Hawks          | 9 de mayo de 2015       |

## Vida personal

### Apuñalamiento
El 25 de septiembre de 2000, fue apuñalado 11 veces en la cara, el cuello y la espalda y le rompieron una botella en la cabeza estando en el Buzz Club, una discoteca nocturna de Boston; por suerte, su compañero de equipo Tony Battie y su hermano, pudieron ayudarle llevándolo a toda prisa a un hospital cercano. Tuvo que someterse a una operación pulmonar para reparar los daños.
En 2003, dos años y medio después del atentado, donó 2,5 millones de dólares para ayudar a ampliar el centro quirúrgico de alta tecnología del Tufts-New England Medical Center que contribuyó a hacer posible su recuperación. Pierce declaró:

"This is an opportunity for me to give back to the hospital that was there for me when I needed it."
"Esta es una oportunidad para devolver al hospital lo que me ha dado cuando lo he necesitado."

En agosto de 2018, habló sobre como superó la depresión un año después de su apuñalamiento, revelando que lidiaba con la paranoia en las multitudes y el estrés postraumático derivado del incidente. Divulgó esta información como parte de la iniciativa de la NBA para centrarse en la salud mental de sus jugadores.